# Балдред (епископ)
Балдред (умер в VII веке) — епископ шотландский, католический святой (день памяти — 6 марта).

## Биография
Святой Балдред был епископом Шотландским, преемником святого Кентигерна в Глазго. Как и Кентигерн, Балдред был ирландцем по происхождению. 
Вместе с Конваллом Балдред много потрудился в Стратклайде, где в ту пору было создано множество монашеских обителей, равно как и церквей в Аулдхэйме (Auldhame), Тайнингхэйме (Tyninghame) и в Престон Кирке (Preston Kirk). Из-за беспорядков в государстве он был вынужден после короткого периода покинуть епископскую кафедру и отойти от окормления бриттов Стратклайда так же, как и его предшественник. Он стал отшельником на берегах Ферт-оф-Форта.